# Tamu (miasto)
Tamu – miasto w Mjanmie, w prowincji Sikong. Według danych na rok 2014 liczyło 43 737 mieszkańców.